# ゲオルク・フォン・シェーネラー

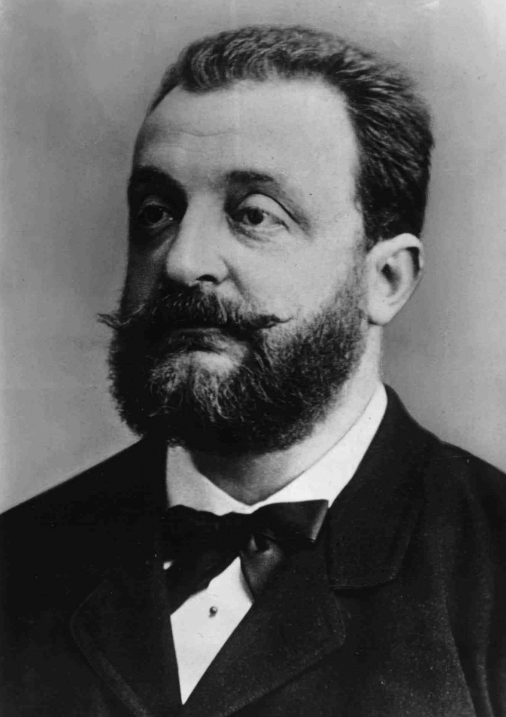
ゲオルク・フォン・シェーネラー(1890)

ゲオルグ・リッター・フォン・シェーネラー（Georg Ritter von Schönerer、1842年7月17日 - 1921年8月14日）は、19世紀後半から20世紀前半にかけて活動したオーストリア＝ハンガリー帝国の地主で政治家。オーストリアにおける主要な汎ゲルマン主義とドイツ民族主義の提唱者で、政治的なカトリシズムの急進的な反対者、そして過激な反ユダヤ主義者でもあり、彼の煽動は若きアドルフ・ヒトラーに多大な影響を与えた。
シェーネラーはオーストリアにおける最も急進的な汎ゲルマン主義者の世代として知られている。

## 生涯

### 若齢期
シェーネラーはウィーンでゲオルグ・ハインリッヒ・シェーネラーとして生まれた。彼の父親は裕福な鉄道産業の先駆者であるマティアス・シェーネラー（1807-1881年）で、ロスチャイルド家の下で働いており、フランツ・ヨーゼフ1世によって1860年にナイト爵に叙された（相続可能な騎士の位と貴族であることを示す語の「フォン」(von) を加えられた）。
彼の妻はポホジェリツェで1832年に死んだR・サミュエル・ロブ・コーエンのひ孫。妹はのちのウィーン国立歌劇場の指揮者であるアレクサンドリーヌであるが、彼女は兄の態度を強く拒絶した。
1861年から、ゲオルグはホーエンハイムとモションマジャローヴァール（現在は西ハンガリー大学のキャンパス）のエバーハルト・カール大学テュービンゲンで作物栽培学を学んだ。彼はオーストリア南部ヴァインフィアテル地方のツヴェットル近くにあるローゼナウにて、父親の私有地の事業を行い、そこで彼は寛大な地元の農民たちの支配者かつ偉大な恩人として知られるようになった。
1886年のオーストリアの普墺戦争敗北、ドイツ連邦の消滅と1871年のドイツ帝国成立に影響され、若きシェーネラーは政治活動家となり、ドイツ宰相オットー・フォン・ビスマルクを崇拝した。実際、シェーネラーは情熱的な崇拝の手紙をビスマルクに宛てて書いており、ビスマルクがいかなるオーストリアのドイツ国民主義も拒絶し、オーストリアの汎ゲルマン主義者が独墺同盟を危険に晒すことへの否定を明らかにしたのちでさえも続けた。

### 議会への参加
1873年恐慌の混乱の間に、シェーネラーはオーストリア帝冠領オーストリア帝国議会に自由主義議員として選出されたが、彼のキャリアが進むにつれていっそう汎ゲルマン主義者になっていった。すぐに彼は演説で広く知られ、議員の中の煽動者と見なされるようになった。彼は「ユダヤ人」資本主義やハプスブルク家の支配、1878年のオーストリア＝ハンガリー帝国によるボスニア・ヘルツェゴヴィナ占有に対する反対を主張した自身の政党を3年後に離脱した。この占有を、彼はドイツの関心に対する裏切りとして非難した。演説の中で彼は「より一層大きく、ドイツの王冠が叫んでいるのが聞こえる…私たちが既にドイツ国に属していさえすれば、ボスニアを自由にして激励するのに！」と述べた。
シェーネラーの態度と政治的才能は、最終的に1848年の革命の失敗の中で失われた大ドイツ主義国家創設の機会を夢想するドイツ系住民の国民自由主義派にとっては魅力的だった。
シェーネラーと彼の支持者たちが、政治的思想を「反ゲルマン」だとみなしていたエドゥアルト・ターフェがオーストリア首相に就任したのち、1879年に緊張は高まった。1882年から、彼はヴィクトール・アドラーやハインリッヒ・フリードユンクのような政治家と共に、ドイツの国民主義運動の（「自由主義的でも、宗教的でもなく、国民的な」）リンツ綱領を発表し、オーストリアの政治において相当な力となった。この綱領はドイツ語話者主体のオーストリア帝冠領の自治を狙っており、「異民族」であるガリツィア、ブコヴィナ、ダルマティアの分離、そしてそれらのホーエンツォレルン家が支配するドイツ帝国への加入も含んでいた。これらの計画はポーランド、ハンガリー、クロアチアの国民主義者にも共通する考え方であったが、もしこれが実施されたとしても、ハプスブルク家の衰退とボヘミアにおけるチェコのドイツ化は避けられなかっただろう。

### 反ユダヤ主義の採用

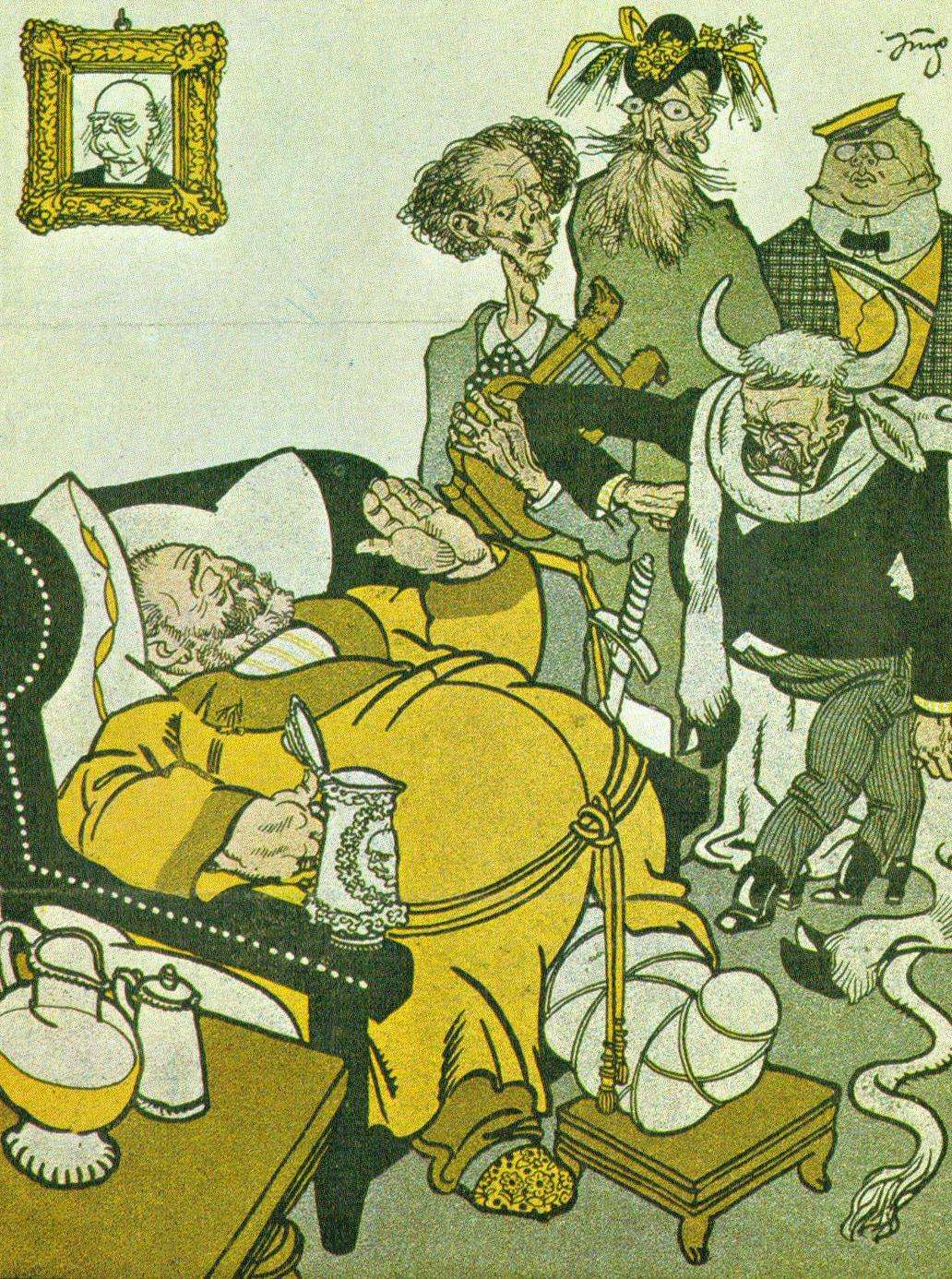
シェーネラーとその支持者たちを描いた風刺画（壁にはシェーネラーが崇拝するビスマルクの肖像画が掲げられている）

1880年代、シェーネラーはドイツ系オーストリア人のための闘争を、ユダヤ人との戦いと考えるようになった。キャリアのピーク頃から彼は極右の政治家へと変わり、左翼の自由主義者たちからは保守派とさえみなされた。彼は宗教的提携を無視した激しい反ユダヤ主義要素を特徴とした政治観を発展させた。彼の運動は、1881年に始まったポグロムの間のユダヤ人難民の到来にあたり、特に発言力が増した。彼は「国際的な搾取をするユダヤ人」の影響を激しく非難し、リンツ綱領に加えられたアーリア人に関する節（en:Aryan Paragraph）を1885年に掲げ、それは彼とアドラー、フリードユンクの最終的な断交を招いた。
シェーネラーのアプローチは、ドイツにおける国民的なブルシェンシャフトの学生団体とオーストリア帝冠領の多くの団体のモデルとなった。そしてテオドール・ヘルツルのようなユダヤ人活動家はシオニズムの考えを採用し始めた。
シェーネラーの権威主義、民衆の連帯主義、国民主義、汎ゲルマン主義、反スラヴ主義、そして反カトリシズムは多くのウィーン市民、特に労働者階級に訴えた。この訴えは彼をオーストリアにおける強力な政治の顔とし、彼は自身をドイツ系オーストリア人の指導者とみなした。オーストリア教育大臣の学校、大学における汎ゲルマン主義のシンボルの禁止に反抗するため、シェーネラーはドイツ系オーストリア人に対し、ドイツの色（黒、赤、黄）の花形記章と、ボタンホールに青いコーンフラワー（ドイツ皇帝ヴィルヘルム1世が好んだ花として知られる）を身につけることを促した。これはドイツ人のアイデンティティに対する誇りと、多民族国家オーストリア＝ハンガリー帝国の解体を示すためであった。他の多くのオーストリア人汎ゲルマン主義者のように、シェーネラーもオーストリア=ハンガリー帝国の解体とドイツとのアンシュルスを望んでいた。
シェーネラーの運動は様々な厳しい基準を持っていた…メンバーにはドイツ人になることだけを許しており、ユダヤ人やスラヴ人と交流を持ったり友人になることはできず、結婚前には相手が「アーリア人」の家系であることを証明しなくてはならず、健康に欠陥の可能性がないか確認された。
他の汎ゲルマン運動は通常、ユダヤ人やスラヴ人を追い出すという先例に従っていた。
シェーネラーは支持者たちから「総統」と呼ばれ、彼らは「ハイル」の挨拶を使用した。この2つはのちにヒトラーとナチスに採用された。シェーネラーと彼の支持者たちはしばしば夏と冬の間に会い、ドイツの歴史を祝い、ドイツの戦歌を聞いた。シェーネラーは支持者たちにドイツ人対ユダヤ人の戦いに備えるよう告げ、「もし我々がユダヤ人を追い払わなければ、我々ドイツ人が追い払われるだろう！」と言った。
1888年、ユダヤ人が所有する新聞社を捜索し、瀕死のドイツ皇帝ヴィルヘルム1世について早まって報じた従業員たちを急襲したため、彼は一時的に投獄された。シェーネラーの攻撃は彼の人気を高め、彼の派閥のメンバーがオーストリア議会に選出されるのを助けた。しかしながら、投獄の刑は彼に貴族としての地位だけでなく、議会における権限も失わせた。シェーネラーは1897年以降帝国議会に再選されることはなく、その間にウィーン市長カール・ルエーガーとキリスト教社会党のような政治的なライバルたちは、シェーネラーの冷遇によって作られた前進のチャンスを掴んでいた。

### 政治家生活の終了
1897年後半、シェーネラーは首相カジミール・フェリクス・バデーニの事務所からの除名を企てることができた。バドゥ二はオーストリアの統制下にあるボヘミアの公務員はチェコ語を知るべきだろうとし、多数派であったチェコ語を話すことができないドイツ語者のボヘミア人が、政府の職に就くのを妨げる法令を出した。
シェーネラーはこの法令に対しての抗議を表明し、議会の手続きを中断させ、これらの行動は遂に皇帝フランツ・ヨーゼフがバドゥ二を罷免するという事態を引き起こした。

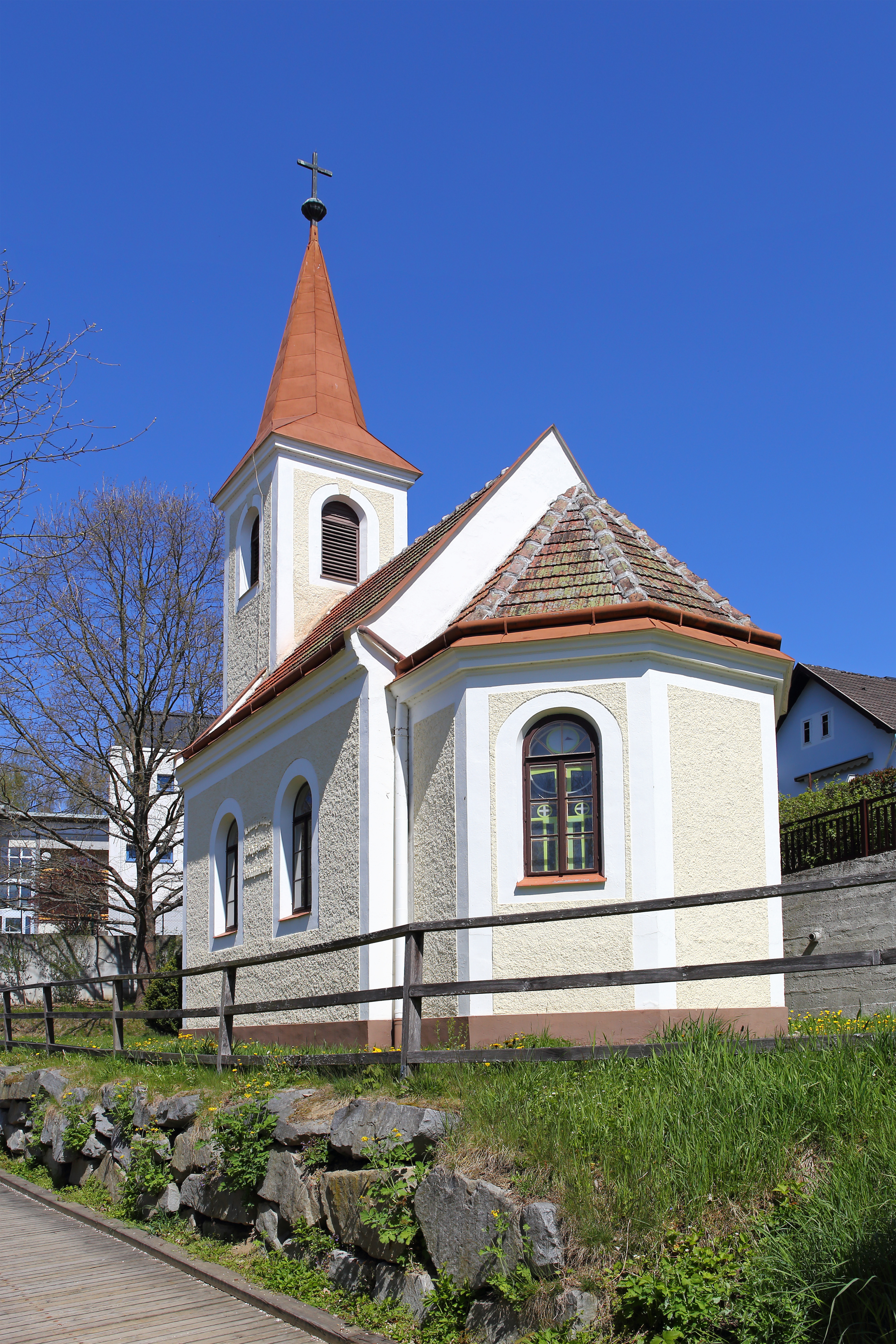
ツヴェットル福音主義復活教会

文化闘争がドイツ帝国を分断している間、シェーネラーは「ローマからの分離運動」を起こし、その運動はオーストリアに住む、全てのローマ・カトリック教徒のドイツ語話者がルター派のオーストリア福音主義教会、幾つかのケースでは復古カトリック教会に改宗することを提唱していた。1904年、ニーダーエスターライヒ州ツヴェットルにおいて、シェーネラー自身がツヴェットル福音主義復活教会を創立した。政治的にはシェーネラーの勢力は1901年に増し、彼の派閥のうち21人が議会で議席を獲得した。しかしながら彼の影響とキャリアは、彼の強力な視野と人格のため急速に衰えた。彼の派閥も同じく苦しみ、1907年に実質的に崩壊した。しかし、彼の煽動者としてのスキルは言うまでもなく、彼の視野と信念はヒトラーやナチス・ドイツに影響を与え、鼓舞し続けることになる。

### 死
シェーネラーはオーストリア南部、ツヴェットル近くのローゼナウの領地で1921年8月14日に死んだ。彼は生前、今日のシュレースヴィヒ＝ホルシュタインにあるビスマルクの領地、ザクセン＝ラウエンブルクにある彼の霊廟のそばに埋葬されるよう手配していた。